# Buddha Brand
Buddha Brand (ブッダ・ブランド) — японская хип-хоп-группа, состоящая из рэпера и продюсера Дева Ларджа, рэпера NIPPS, CQ и диджея Master Key.

## История группы
Четверо участников Buddha Brand встретились в Нью-Йорке в 1988 году и выступали под разными названиями (Uwasa no Channeru, Numb Brain Buddha Brand), прежде чем в 1990 году остановились на названии Buddha Brand. В этот период Дев Лардж и DJ Master Key были постоянными диджеями в нескольких клубах Бруклина, включая Gorilla’s Den и Soul Powers.
Они были активны с 1990 по 2005 год, а затем возобновили деятельность в 2019 году.

## Участники группы

### Дев Лардж (Кон Хидэаки)
Лидер Buddha Brand. Отвечал за продюсирование и создание треков. В 2005 году сменил сценический псевдоним на «DL». После перерыва в Buddha Brand, Дев Лардж продолжил выступать в качестве гостя и даже выпустил собственные альбомы. Скоропостижно скончался утром 4 мая 2015 года.

### NIPPS (Кимура Хидеки)
Один из рэперов. Позже он сформировал хип-хоп-группы: The Sexorcist, Tetrad the Gang of Four и Buddha Mafia.

### CQ (Хирагури Такаши)
Ещё один рэпер. С 1998 года он активно участвовал в хип-хоп-группе Kieru Makyu. В 2015 году он присоединился к NIPPS, основав с ним группу Buddha Mafia.

### DJ Masterkey (Ядзава Масаки)
Диджей Buddha Brand. Родился в Токио. После работы диджеем в Buddha Brand выпустил сольные работы, занимался продюсированием и ремикшированием для других артистов. В 2004 году Masterkey основал бренд одежды Rocksmith.

## Дискография

### Синглы[1]
1. 人間発電所 プロローグ（1996年5月22日） - 2003年12月3日再発売。
2. 黒船（1996年12月4日）
3. ブッダの休日（1997年4月23日）
4. 天運我に有り（撃つ用意）（1997年11月12日） - 2003年12月3日再発売。
5. TOP OF TOKYO/TT2 オワリのうた- ILLMATIC BUDDHA MC'S / スチャダラパー（2006年11月29日）

### Альбомы[1]
1. DON'T TEST DA MASTER（2000年1月26日） - ミニアルバム
2. 病める無限のブッダの世界 ～BEST OF THE BEST（金字塔）～（2000年3月15日） - 2枚組ベストアルバム
3. DEV LARGE プレゼンツ:病める無限のラップの世界（2003年12月3日） - ベストアルバムの再編集盤。
4. DEV LARGE プレゼンツ:病める無限のインストの世界（2003年12月3日） - ベストアルバムの再編集盤。